# Campylomyza cornuta
Campylomyza cornuta är en tvåvingeart som beskrevs av Jaschhof 1997. Campylomyza cornuta ingår i släktet Campylomyza och familjen gallmyggor. Inga underarter finns listade i Catalogue of Life.